# غليرد (طالقان)
غليرد (بالفارسية: گلیرد) هي قرية في مقاطعة طالقان، إيران. يقدر عدد سكانها بـ 172 نسمة بحسب إحصاء 2016.